# Upplands runinskrifter 255
Upplands runinskrifter 255 är en vikingatida runsten av granit i Fresta kyrka, Fresta socken och Upplands-Väsby kommun. Runstenen är 1,85 meter hög, 1,50 meter bred och 0,60 meter tjock. Runhöjden är omkring 8,5 centimeter. Runstenen låg före 1940 i grundvalen till Fresta kyrkas östra gavel. 1940 togs stenen fram ur muren och restes omedelbart framför det ställe där stenen tidigare satt.

## Inskriften
Translitterering av runraden:
× iluki × lit × rais(a) × ---(n)(a) × ----ʀ × biarn × broþur × sin × auk × giluk × at × sun sin ×
Normalisering till runsvenska:
Illugi let ræisa [stæi]na [æfti]ʀ Biorn, broður sinn, ok Gillaug at sun sinn.
Översättning till nusvenska:
Illuge lät resa stenarna efter Björn, sin broder, och Gillög efter sin son.